# Lamarck - Caulaincourt (metrostation)
Lamarck - Caulaincourt is een station van de metro in Parijs langs metrolijn 12 in het 18de arrondissement. Het station ligt op een diepte van 25 meter; om de perrons te bereiken zal men een wenteltrap moeten gebruiken, of de lift.
Het station stond aanvankelijk alleen bekend onder de naam Lamarck, vanwege de nabijheid van de rue Lamarck die op haar beurt weer vernoemd is naar de bioloog Jean-Baptiste de Lamarck. De naamtegels op de perrons laten ook nu nog alleen deze naam zien. Vanwege de nabijheid van de rue Caulaincourt (vernoemd naar de Napoleontische generaal Armand Augustin de Caulaincourt) is de stationsnaam later gewijzigd in de huidige.
Het station is vooral bekend van de film Amélie, met het in de hoofdrol Audrey Tautou. Het was de plek waar zij haar avonturen in Montmartre steeds startte.

## Bezienswaardigheden in de buurt

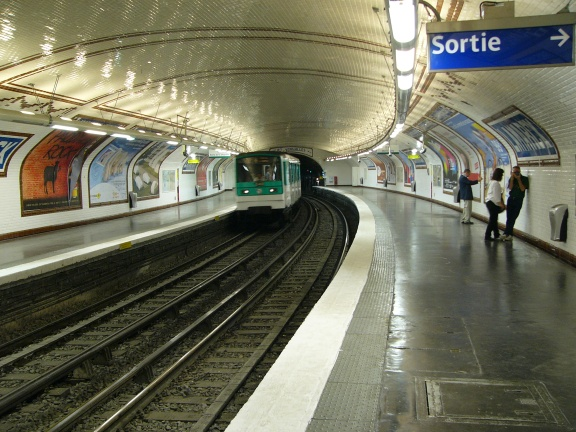
Een MF 67 rijdt het station binnen.

- Cimetière Saint-Vincent

Mairie d'Aubervilliers · Aimé Césaire · Front Populaire · Porte de la Chapelle · Marx Dormoy · Marcadet - Poissonniers · Jules Joffrin · Lamarck - Caulaincourt · Abbesses (metrostation) · Pigalle · Saint-Georges · Notre-Dame-de-Lorette · Trinité - d'Estienne d'Orves · Saint-Lazare · Madeleine · Concorde · Assemblée nationale · Solférino · Rue du Bac · Sèvres - Babylone · Rennes · Notre-Dame-des-Champs · Montparnasse - Bienvenüe · Falguière · Pasteur · Volontaires · Vaugirard · Convention · Porte de Versailles · Corentin Celton · Mairie d'Issy